# Vlag van Sambreville
De vlag van Sambreville is bevestigd door het gemeentebestuur als de vlag van de Naamse gemeente Sambreville. De vlag kan als volgt worden beschreven:
Rechtsgeschuind van zwart en rood.
Armoiries communales en Belgique. Communes wallonnes, bruxelloises et germanophones beschrijft een andere vlag als volgt:
Rechtsgeschuind van rood en zwart, met in het midden het gemeentewapen.
Opmerking: Op de tekening van de vlag op het boek ontbreekt het gemeentewapen.
De kleuren van de vlag zijn de hoofdkleuren van het wapen.

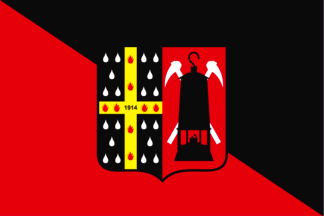
Vlag volgens Armoiries communales en Belgique. Communes wallonnes, bruxelloises et germanophones